# Драган
Драган је словенско мушко лично име које се често среће у Србији, Хрватској, Словенији, Македонији и Бугарској. У Словенији је ово варијанта имена Драго.

## Популарност
У Србији је ово име у периоду од 2003. до 2005. било на 41. месту по популарности, у Македонији је 2006. било на петом, а у Словенији 2007. на 99.

## Носиоци имена
|  |  |  |  |  |  |  |  |  |  |  |  |  |  |  |  |  |  |  |  |  |  |  |  |  |  |  |  |  |  |

### А
- Драган Александрић
- Драган Алексић, историчар.
- Драган Алексић, песник.
- Драган Алексић, сценариста.
- Драган Андрић
- Драган Аничић
- Драган Антић, фудбалер.
- Драган Антић, певач.
- Драган Антић, професор.
- Драган Апић
- Драган Арсић Тилт

### Б
- Драган Бабић
- Драган Бабић Драгуца
- Драган Бајић
- Драган Барлов
- Драган Бартула
- Драган Батавељић
- Драган Бендер
- Драган Бераковић
- Драган Бисенић
- Драган Бјелогрлић
- Драган Блатњак
- Драган Богавац
- Драган Богданић
- Драган Богетић
- Драган Богосављевић
- Драган Божанић
- Драган Бокан
- Драган Борисављевић
- Драган Боснић
- Драган Бошковић
- Драган Бошњак
- Драган Брајовић
- Драган Бубић
- Драган Бујошевић
- Драган Булатовић
- Драган Бурсаћ

### В
- Драган Великић
- Драган Величковски
- Драган Велић
- Драган Веселинов
- Драган Викић
- Драган Владисављевић
- Драган Војводић, историчар.
- Драган Војводић, нефролог.
- Драган Вранић
- Драган Вујановић
- Драган Вујић
- Драган Вуковић
- Драган Вукчевић
- Драган Вукша
- Драган Вучелић
- Драган Вучић
- Драган Вучићевић

### Г
- Драган Галић
- Драган Гашић
- Драган Гламочић
- Драган Гоџић
- Драган Гуглета

### Д
- Драган Давидовић
- Драган Данелишен
- Драган Димитријевић
- Драган Димић
- Драган Димчић
- Драган Добрић, фудбалер.
- Драган Добрић, сликар.
- Драган Домазет
- Драган Драшковић
- Драган Дробњак

### Ђ
- Драган Ђилас
- Драган Ђокановић
- Драган Ђорђевић
- Драган Ђукић
- Драган Ђуричин
- Драган Ђуричић
- Драган Ђурић

### Ж
- Драган Жарковић
- Драган Живановић
- Драган Жигић
- Драган Жикић
- Драган Жилић
- Драган Жупањевац

### З
- Драган Зарић
- Драган Здравковић
- Драган Зековић

### И
- Драган Ивковић
- Драган Илић Ди Вого
- Драган Исаиловић

### Ј
- Драган Јаковљевић, књижевник.
- Драган Јаковљевић, фудбалер.
- Драган Јанкелић
- Драган Јаћимовић
- Драган Јеремић
- Драган Јерковић
- Драган Јовановић, ватерполиста.
- Драган Јовановић, глумац.
- Драган Јовановић, лекар.
- Драган Јовановић, новинар и писац.
- Драган Јовановић, сликар.
- Драган Јовановић, фудбалер.
- Драган Јовановић Данилов
- Драган Јовашевић
- Драган Јовичић
- Драган Јовић
- Драган Јовићевић
- Драган Јосиповић
- Драган Јочић

### К
- Драган Калинић
- Драган Калмаревић
- Драган Калуђеровић
- Драган Канатларовски
- Драган Капичић
- Драган Катанић
- Драган Кеса
- Драган Кићановић
- Драган Ковач
- Драган Ковачевић
- Драган Ковачић
- Драган Којадиновић
- Драган Којић
- Драган Коларевић
- Драган Колунџија
- Драган Коновалов
- Драган Копривица
- Драган Косић
- Драган Косовац
- Драган Краповић
- Драган Кресоја
- Драган Крсмановић
- Драган Крстић Црни
- Драган Кујовић
- Драган Кулиџан
- Драган Кусмук

### Л
- Драган Лабовић
- Драган Лазаревић
- Драган Лакићевић
- Драган Лаковић
- Драган Лаловић
- Драган Латинчић
- Драган Лепињица
- Драган Лукач
- Драган Лукић
- Драган Лукић Омољац
- Драган Луковски

### М
- Драган Максимовић
- Драган Малешевић
- Драган Манце
- Драган Маринковић, глумац.
- Драган Маринковић, редитељ.
- Драган Марјанац
- Драган Марјановић
- Драган Марковић, кошаркаш.
- Драган Марковић, новинар.
- Драган Марковић Палма
- Драган Мартиновић
- Драган Маршићанин
- Драган Матић
- Драган Мектић
- Драган Мијалковски
- Драган Микеревић
- Драган Милетовић
- Драган Миливојевић
- Драган Милин
- Драган Милић
- Драган Милков
- Драган Милосављевић
- Драган Мирановић
- Драган Михаиловић
- Драган Мицић
- Драган Мићаловић
- Драган Мићановић
- Драган Мићић
- Драган Младеновић, рукометаш.
- Драган Младеновић, фудбалер.
- Драган Момић
- Драган Момчиловић
- Драган Мраовић
- Драган Мрђа
- Драган Мутибарић

### Н
- Драган Недељковић, слависта.
- Драган Недељковић, политичар.
- Драган Николић, глумац.
- Драган Николић, командант.
- Драган Николић, кошаркашки тренер.
- Драган Николић, привредник.
- Драган Николић, репер.
- Драган Николић, сценариста.

### П
- Драган Петровић Драги
- Драган Пешмалбек

### Р
- Драган Ј. Ристић
- Драган Ристић, музичар.
- Драган Ристић, стрелац.

### С
- Драган Симић
- Драган Солеша
- Драган Сотировић
- Драган Жика Стојановић
- Драган Стојановић
- Драган Стојковић
- Драган Стојковић Босанац
- Драган Стојнић, шансоњер.
- Драган Стојнић, шахиста.
- Драган Суџум

### Т
- Драган Тодоровски
- Драган Томић, ИТ инжењер.
- Драган Томић, политичар.
- Драган Томић, писац.
- Драган Томић, футсалер.
- Драган Торбица

### Ћ
- Драган Ћеран
- Драган Ћеранић
- Драган Ћирић
- Драган Ћирјанић
- Драган Ћирковић

### У
- Драган Умичевић

### Ч
- Драган Чадиковски

### Џ
- Драган Џајић

### Ш
- Драган Шкрбић

|  |  |  |  |  |  |  |  |  |  |  |  |  |  |  |  |  |  |  |  |  |  |  |  |  |  |  |  |  |  |

## Изведена имена
Женска варијанта је Драгана, а од ових имена су изведена имена Драга, Драганче, Драги, Драгина, Драгиња, Драгица и Драго.